# هنری والتر بیتس
هنری والتر بیتس (انگلیسی: Henry Walter Bates؛ ۸ فوریهٔ ۱۸۲۵ – ۱۶ فوریهٔ ۱۸۹۲) یک حشره‌شناس، جهانگرد و مکتشف اهل بریتانیا بود.